# Operatie Herbstgewitter (IV)
Operatie Herbstgewitter (IV) (Operatie Herfststorm (IV)) was een Duits plan voor algemene terugtrekking van de Adriatische eilanden en de kustlijn van Senj tot Vlorë met een diepte van gemiddeld 50 kilometer tot aan de Grüne Linie (Groene lijn) in oktober 1944.

## Inleiding
In tegenstelling tot de voorgaande offensieve operaties Herbstgewitter (I – III) in 1943 en 1944, werd nu deze codenaam gebruikt voor het Duitse plan om zich terug te trekken uit de Adriatische kustzone. De codenaamkeuze was waarschijnlijk om echte bedoelingen te maskeren en de Joegoslavische partizanen te misleiden.
Terwijl het Rode Leger door Roemenië en Bulgarije oprukte, kreeg het 2e Pantserleger (General der Artillerie Maximilian de Angelis) orders front te vormen tegen de Sovjetopmars en tegelijkertijd de kustverdediging van de Adriatische Zee te handhaven. Voor dit doel werden eind augustus en begin september de Grenadier-Brigade 92 (Wehrmacht) en het 1e regiment Brandenburgers (speciale eenheid) overgebracht van Dalmatië naar het gebied rond Belgrado, met de 118e Jäger-divisie gepland daarna.

## Het plan
De 118e Jäger- en 264e Infanteriedivisies zouden terugtrekken op een nieuwe verdedigingslinie (de Grüne Linie), die liep van Rijeka via Senj – Velebit – Knin – Mostar – Nevesinje – Gacko – westen van Durmitor – Andrijevica naar Shkodër in het zuiden. Deze linie zou worden gehouden door de Duits-Kroatische 392e , 373e en 369e Infanteriedivisies. Tijdens de evacuatie zou alles dat niet kon worden meegenomen worden vernietigd, evenals alle communicatie- en havenfaciliteiten enz.
Voor de start van de evacuatie werd 17 oktober gekozen, waarbij Dubrovnik op 20 oktober zou worden geëvacueerd en Šibenik op 1 november. Eerdere datums en het voorstel in november om helemaal terug te vallen op een lijn nog verder van de kust werden afgewezen door het Duitse opperbevel en Adolf Hitler. Naast het behouden van middelen en manoeuvreerruimte, was er ook een politieke kwestie. Een grote Duitse terugtrekking zou een ernstige slag zou betekenen voor het regime van Ante Pavelić en zijn Ustašabeweging, aangezien het grootste deel van het gebied in kwestie behoorde tot de Onafhankelijke Staat Kroatië (Kroatisch: Nezavisna Država Hrvatska, (NDH)).
Goed geïnformeerd over de plannen van de vijand, begon het 8e Dalmatische Korps (Major-General Vicko Krstulović) van de Joegoslavische partizanen (NOVJ) de voorbereidingen te treffen voor zijn eigen 'Herfststorm', met de wens om de score van vorig jaar, toen zijn eenheden zware verliezen leden, te vereffenen. Duitse eenheden zouden frontaal aangevallen worden met de 26e Dalmatische Divisie en de 1e Tankbrigade die zich op het eiland Vis bevonden en van achteren met verschillende Partizanen-divisies, die op het vasteland opereerden.
Aan het begin van het offensief voor de bevrijding van Dalmatië waren er: 45.000 Duitsers, 12.000 leden van de NDH-strijdkrachten en 5.000 Četniks, in totaal 62.000 soldaten, en het 8e Korps had toen 25.000 man.

## Landoperaties
De gedeeltelijke terugtrekking van de Dalmatische eilanden veranderde al snel in een reeks nederlagen tijdens Operatie Seydlitz (Brandenburgers (speciale eenheid) die op Brač and Hvar landden), Operatie Eisbär (Duitse evacuatie van Brač vanuit Supetar) en Operatie Kranich (Duitse evacuatie van Brač vanuit Sumartin). Partizanen die landden op Pelješac en de daaropvolgende Slag om de Vukov Klanac brachten de 369e (Kroatische) Infanteriedivisie zware verliezen toe voordat ze zich uit Dubrovnik kon terugtrekken.
De vroegtijdige terugtrekking van de 118e Jägerdivisie creëerde een blootgestelde flank van de 264e Infanteriedivisie, die meteen werd uitgebuit door de partizanen tijdens de Splitoperatie, waardoor de belangrijkste Dalmatische stad en haven Split grotendeels intact in de handen van de partizanen viel.
Kampfgruppe Allermann, die zich terugtrok vanuit Šibenik naar Knin werd bijna omsingeld en vernietigd, maar slaagde erin door te breken met zware verliezen, meest vanwege het gebrek aan coördinatie van de partizanen. Maar tijdens de daaropvolgende Slag om Knin werd het grootste deel van de 264e Infanteriedivisie vernietigd en leed ook de 373e (Kroatische) Infanteriedivisie zware verliezen. Met de val van Knin werd de Grüne Linie ook al doorbroken.

## Maritieme operaties
Het Duitse Kommandant der Seeverteidigung Norddalmatien (Kapitän zur See Konrad Weygold) beschikte over zo'n 3000 man en 2000 ton materiaal dat geëvacueerd moest worden. De marine was van mening dat de havens van Zadar en Šibenik niet geëvacueerd zouden moeten worden maar als bolwerken zouden worden gehouden, in plaats daarvan gaf het leger opdracht om zich zo snel mogelijk terug te trekken naar de Grüne Linie om divisies vrij te maken voor het Syrmische front. Om de verwarring nog groter te maken, kreeg de marine het bevel om de belangrijkste havens tot de laatste man te verdedigen terwijl het leger niemand achterliet. Zelfs artilleriestukken voor kustbatterijen arriveerden nog steeds van Rijeka naar Dalmatië op basis van eerdere plannen. Uiteindelijk gingen er drie weken verloren voordat de marine zich begon terug te trekken.
De Duitse marine voerde in deze periode verschillende operaties uit die vaak werden gehinderd door partizanen-artilleriebatterijen op de eilanden. Op 10/11 oktober Operatie Dacapo (aanval op het eiland Molat tegen de partizanen-marine), van 16-19 oktober Operatie Alfine (evacuatie van materieel van Zadar en Šibenik naar Rijeka) en op 30/31 oktober Operatie Ostern (II) (terugtrekking van KG Strecker van Zadar naar Šibenik). Er waren nog verschillende andere evacuatiemissies voordat het programma eindigde met Operatie Wikinger, dat grote verliezen leed bij een ontmoeting met Britse torpedobootjagers die Operatie Exterminate uitvoerden.

## Nasleep
Het Duitse plan, dat bedoeld was om Duitse eenheden vrij te maken en hen beschikbaar te maken om de opmars van het 
Rode Leger een halt toe te roepen, mislukte niet alleen, maar leidde ook tot zware verliezen en stelde partizanen in staat om grote hoeveelheden uitrusting te veroveren. De nieuwe frontlinie moest daarna door veel kleinere troepen worden verdedigd dan gepland. Het Duitse leger werd alleen van een grote nederlaag gered door het gebrek aan ervaring van de Partizanen in het coördineren van grootschalige operaties en vooral door een gebrek aan radio's.